# Fernand Blot
Pour les articles homonymes, voir Blot.
Fernand Marius Éléonor Blot, né le 20 mars 1904 à Sotteville-lès-Rouen et mort le 26 janvier 1969 à Pabu, est un acteur français de théâtre et de cinéma actif des années 1930 aux années 1950.

## Filmographie

### Cinéma
- 1936 : La Vie parisienne de Robert Siodmak : le portier de l'hôtel
- 1938 : Le Roman de Werther de Max Ophüls : le collègue de Werther
- 1939 : Les Cinq Sous de Lavarède de Maurice Cammage
- 1942 : À vos ordres, Madame de Jean Boyer : un chauffeur
- 1943 : La Ferme aux loups de Richard Pottier : Féroud
- 1943 : Douce de Claude Autant-Lara : le livreur
- 1944 : Le ciel est à vous de Jean Grémillon : le vice-président
- 1944 : Cécile est morte de Maurice Tourneur : un inspecteur de police
- 1946 : 120, rue de la Gare de Jacques Daniel-Norman
- 1946 : Messieurs Ludovic de Jean-Paul Le Chanois
- 1947 : Le silence est d'or de René Clair
- 1948 : Impasse des Deux-Anges de Maurice Tourneur : le garçon de café
- 1949 : L'échafaud peut attendre d'Albert Valentin : un inspecteur de police
- 1949 : Le Cœur sur la main de André Berthomieu : Rémi, le frère du directeur du cirque
- 1950 : Le Rosier de madame Husson de Jean Boyer : un conseiller municipal
- 1950 : Le Roi Pandore de André Berthomieu : un habitué du café
- 1951 : Sous le ciel de Paris de Julien Duvivier : le boucher
- 1953 : Rires de Paris de Henri Lepage

### Télévision
- 1956 : Eugénie Grandet, téléfilm de Maurice Cazeneuve

## Théâtre
- 1945 : Les Frères Karamazov de Fiodor Dostoïevski, adaptation française de Jacques Copeau et Jean Croué au théâtre de l'Atelier (21 décembre) : Boris Vassilievitch
- 1951 : Le Diable et le Bon Dieu, pièce en 3 actes et 11 tableaux de Jean-Paul Sartre, mise en scène de Louis Jouvet, décors de Félix Labisse, au théâtre Antoine : Nossak / la foule / un bourgeois / un paysan[2]
- 1953 : La Tête des autres, pièce en 4 actes de Marcel Aymé, mise en scène d'André Barsacq, au théâtre de l'Atelier (15 février)
- 1956 : Cyrano de Bergerac, comédie héroïque en 5 actes d'Edmond Rostand, mise en scène de Raymond Rouleau, costumes de Lila De Nobili, au théâtre Sarah-Bernhardt (21 janvier)[3]
- 1958 : La Punaise, pièce en 5 actes et 9 tableaux de Vladimir Maïakovski, musique de scène de Dimitri Chostakovitch, mise en scène d'André Barsacq, au théâtre de l'Atelier (1er septembre).